# Rokîtne-Donivka, Kremenciuk
Rokîtne-Donivka (în ucraineană Рокитне-Донівка) este un sat în comuna Nedoharkî din raionul Kremenciuk, regiunea Poltava, Ucraina.

## Demografie
Componența lingvistică a localității Rokîtne-Donivka
     Ucraineană (96,23%)
     Rusă (3,77%)
Conform recensământului din 2001, majoritatea populației localității Rokîtne-Donivka era vorbitoare de ucraineană (96,23%), existând în minoritate și vorbitori de rusă (3,77%).